# Borkovany
Obec Borkovany (německy Borkowan) se nachází v okrese Břeclav v Jihomoravském kraji. Žije zde 845 obyvatel. Jde o vinařskou obec ve Velkopavlovické vinařské podoblasti. Obec je součástí Mikroregionu Hustopečsko. 

## Název
Název se vyvíjel od varianty Burkowan (1298), z Borkowan (1557, 1665), Borkowann (1673), Borkowan (1718, 1720, 1751), Borkowan a Borkowaný (1846), Borkowan a Borkovany v roce 1872. Místní jméno označovalo ves lidí z místa zvaného Borkov, které je odvozeno od přídavného jména borkový.

## Historie

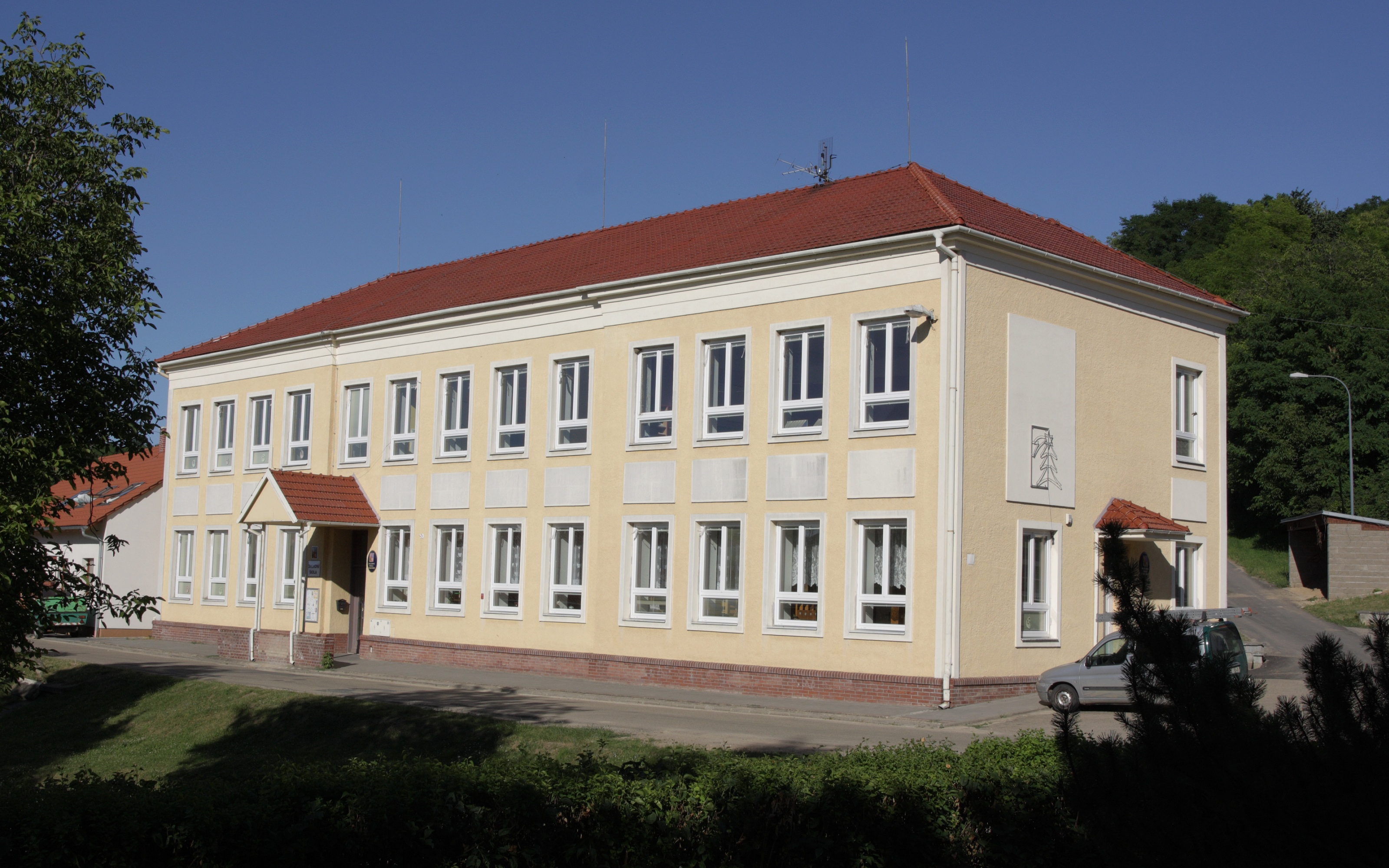
Škola

První písemná zmínka o obci se vztahuje k založení zábrdovického kláštera v roce 1210, kdy byla ves, v listině – pozdějším falzu psaná jako Borcouani nebo Borkowan, spolu s dalšími obcemi v okolí Klobouk darována Lvem z Klobouk tomuto klášteru. V listině nesporně pravé se ves uvádí až v roce 1237. V roce 1511 zastavil klášter vesnici na 50 let Janu Petrovskému a poté ji měl v držení opět až do svého zrušení, kdy se obec stala součástí klobouckého panství a měnila vlastníky spolu s ním. Třicetiletá válka snížila stav obyvatel i obydlených domů na polovinu (viz odstavec Exulanti). V roce 1714 je doložena obecní pečeť s hroznem, krojidlem a květinou, v roce 1749 už jen kosíř s hroznem.
Z listiny datované 1516 vyplývá, že v té době byla vesnice přifařena ke Kloboukům. Již před rokem 1672 zde stál kostel a v roce 1753 byl ustanoven první zdejší kurát a zřízena fara. Její budova v roce 1854 vyhořela i s hospodářskými budovami a musela být znovu zbudována. Již před rokem 1797 stála vedle kostela škola. Po velkém požáru 16. května 1831, kdy shořelo 119 domů a mnoho hospodářských staveb, byla obnovena a v roce 1883 postavena nová dvoutřídní budova. V roce 1836 mnoho obyvatel onemocnělo cholerou. Ve stejné době je v obci doložena vlastní palírna a hospoda.
Ministerstvo kultu a vyučování povolilo v roce 1856 evangelíkům vystavět si k modlitebnám či hřbitovům věže a pořídit si vlastní zvony. Obecní zvony dále sloužily pouze pro pohřbívání katolíků. Borkovany (jako první na Moravě) si pořídily věž se zvonem v roce 1857.

## Exulanti
Stejně jako z obce Heršpice aj. odcházeli do exilu i nekatolíci z Borkovan. V Čechách za vlády Marie Terezie zahrnovaly jezuitské metody rekatolizace povinnou docházku na katolické bohoslužby, domovní prohlídky, odpírání souhlasu vrchnosti k uzavírání sňatků, násilné odvody na vojnu apod. Číst nebo vlastnit bratrskou Bibli kralickou, která byla na indexu, bylo trestné. Místodržitelský patent vydaný dne 29. ledna 1726 zpřísnil tresty pro usvědčené nekatolíky, tj. od jednoho roku nucených prací až po trest smrti. Z Borkovan pocházeli prokazatelně tito exulanti:
- Václav Horáček *(1693), český bratr. Emigroval v roce 1745 s rodinou do Uher, ale v roce 1752 se přestěhoval do pruského Slezska, kde spoluzakládal novou českou exulantskou kolonii Friedrichův Hradec. Z té se dne 18.6.1755 odstěhoval do Českého Rixdorfu. Zemřel ve věku 80 let.
- Antoním Strakoň *1712, od roku 1731 ženatý, český bratr. Podobný osud jako V. Horáček - emigrace do Uher, zakládání Friedrichova Hradce, odchod do Rixdorfu. Zemřel 22.10.1757.

Nejdostupnější informace jsou v knihách Edity Štěříkové (včetně zdrojů, údajů z matrik i zkrácených životopisů výše uvedených osob). Potomci českých exulantů žijí v Německu, Polsku, USA, Kanadě, Austrálii, někteří se po 2. světové válce vrátili.

## Obyvatelstvo
Podle sčítání 1930 zde žilo v 322 domech 1373 obyvatel, z nichž se 1369 hlásilo k československé národnosti. Žilo zde 1185 římských katolíků, 178 evangelíků, 1 příslušník Církve československé husitské a 4 židé. V obci k počátku roku 2016 žilo celkem 808  obyvatel. Z nich bylo 409  mužů a 399 žen. Průměrný věk obyvatel obce dosahoval 40,8 let. Dle Sčítání lidu, domů a bytů provedeném v roce 2011, kdy v obci žilo 749  lidí. Nejvíce z nich bylo (15,9 %) obyvatel ve věku od 30 do 39  let. Děti do 14 let věku tvořily 14,7 % obyvatel a senioři nad 70 let úhrnem 7,2 %. Z celkem 639  občanů obce starších 15 let mělo vzdělání 41 % střední vč. vyučení (bez maturity). Počet vysokoškoláků dosahoval 6,1 % a bez vzdělání bylo naopak 0,5 % obyvatel. Z cenzu dále vyplývá, že ve městě žilo 351 ekonomicky aktivních občanů. Celkem 85,5 % z nich se řadilo mezi zaměstnané, z nichž 70,1 % patřilo mezi zaměstnance, 1,1 procenta k zaměstnavatelům a zbytek pracoval na vlastní účet. Oproti tomu celých 50,7 % občanů nebylo ekonomicky aktivní (to jsou například nepracující důchodci či žáci, studenti nebo učni) a zbytek svou ekonomickou aktivitu uvést nechtěl. Úhrnem 272 obyvatel obce (což je 36,3 procenta), se hlásilo k české národnosti. Dále 270 obyvatel bylo Moravanů a 3 Slováků. Celých 169 obyvatel obce však svou národnost neuvedlo.

### Struktura
Vývoj počtu obyvatel za celou obec i za jeho jednotlivé části uvádí tabulka níže, ve které se zobrazuje i příslušnost jednotlivých částí k obci či následné odtržení.
| Místní části   | Místní části   | 1896 | 1880 | 1890 | 1900 | 1910 | 1921 | 1930 | 1950 | 1961 | 1970 | 1980 | 1991 | 2001 | 2013 |
| -------------- | -------------- | ---- | ---- | ---- | ---- | ---- | ---- | ---- | ---- | ---- | ---- | ---- | ---- | ---- | ---- |
| Počet obyvatel | část Borkovany | 1186 | 1214 | 1189 | 1287 | 1305 | 1363 | 1373 | 1166 | 1132 | 1078 | 919  | 804  | 742  | 796  |
| Počet domů     | část Borkovany | 261  | 274  | 286  | 289  | 280  | 299  | 322  | 322  | 316  | 302  | 274  | 323  | 318  |      |

### Náboženský život
Obec je sídlem římskokatolické farnosti Borkovany. Ta je součástí hustopečského děkanství brněnské diecéze v moravské provincii. Při censu prováděném v roce 2011 se 321 obyvatel obce (43 %) označilo za věřící. Z tohoto počtu se 254 hlásilo k církvi či náboženské obci, a sice 216 obyvatel k římskokatolické církvi (29 % ze všech obyvatel obce),dále 4 k pravoslavné a 5 k českobratrským evangelíkům. Úhrnem 128 obyvatel se označilo bez náboženské víry a 300 lidí odmítlo na otázku své náboženské víry odpovědět.

## Pamětihodnosti
- Kostel Nanebevzetí Panny Marie, pozdně barokní z roku 1746. Na kostele jsou sochy sv. Cyrila a Metoděje
- Evangelický hřbitov s bránou z roku 1857
- Muzeum kraslic[17]

## Osobnosti
- František Navrátil (1932–2012), sochař

## Galerie

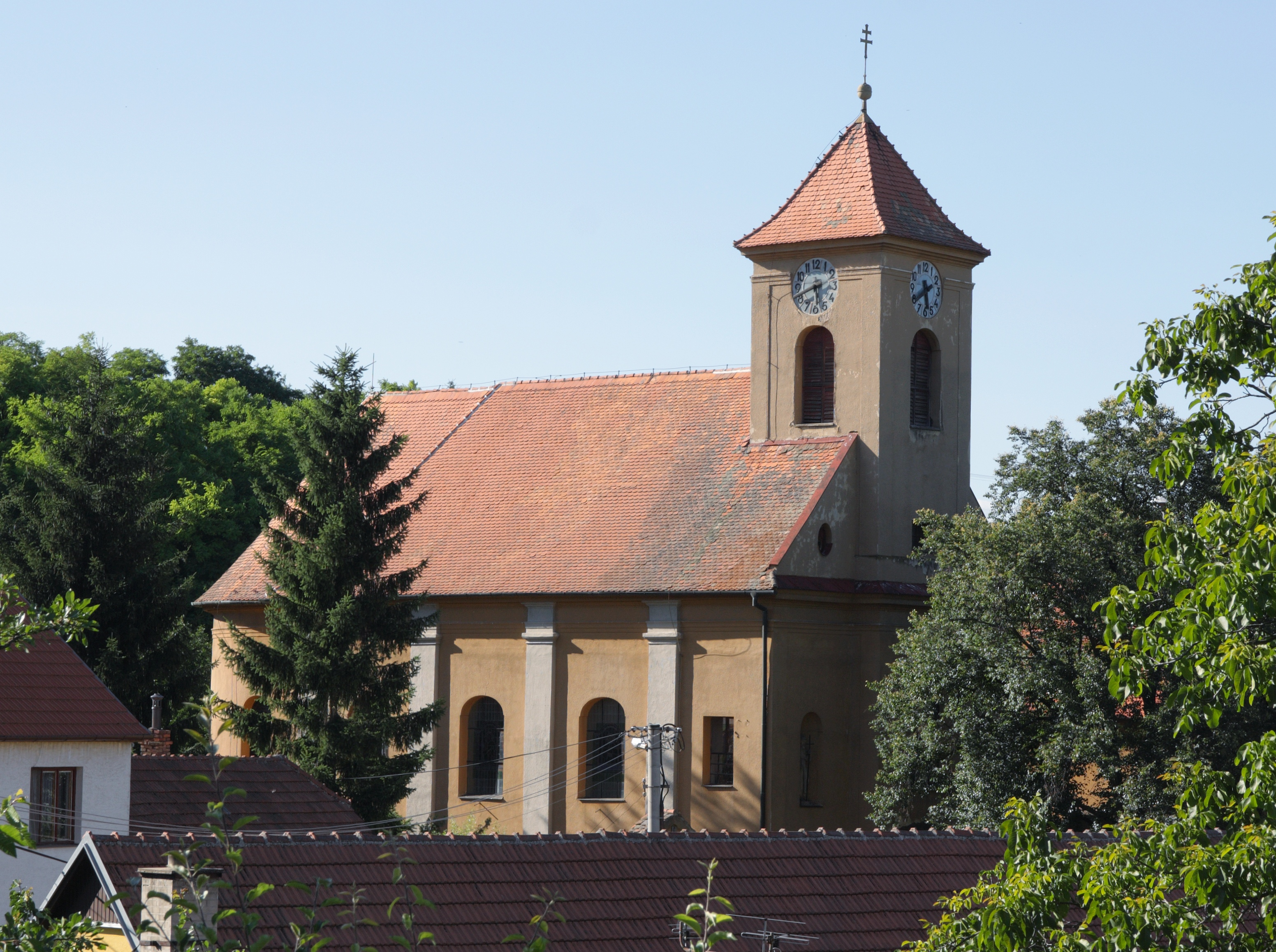
kostel Nanebevzetí Panny Marie
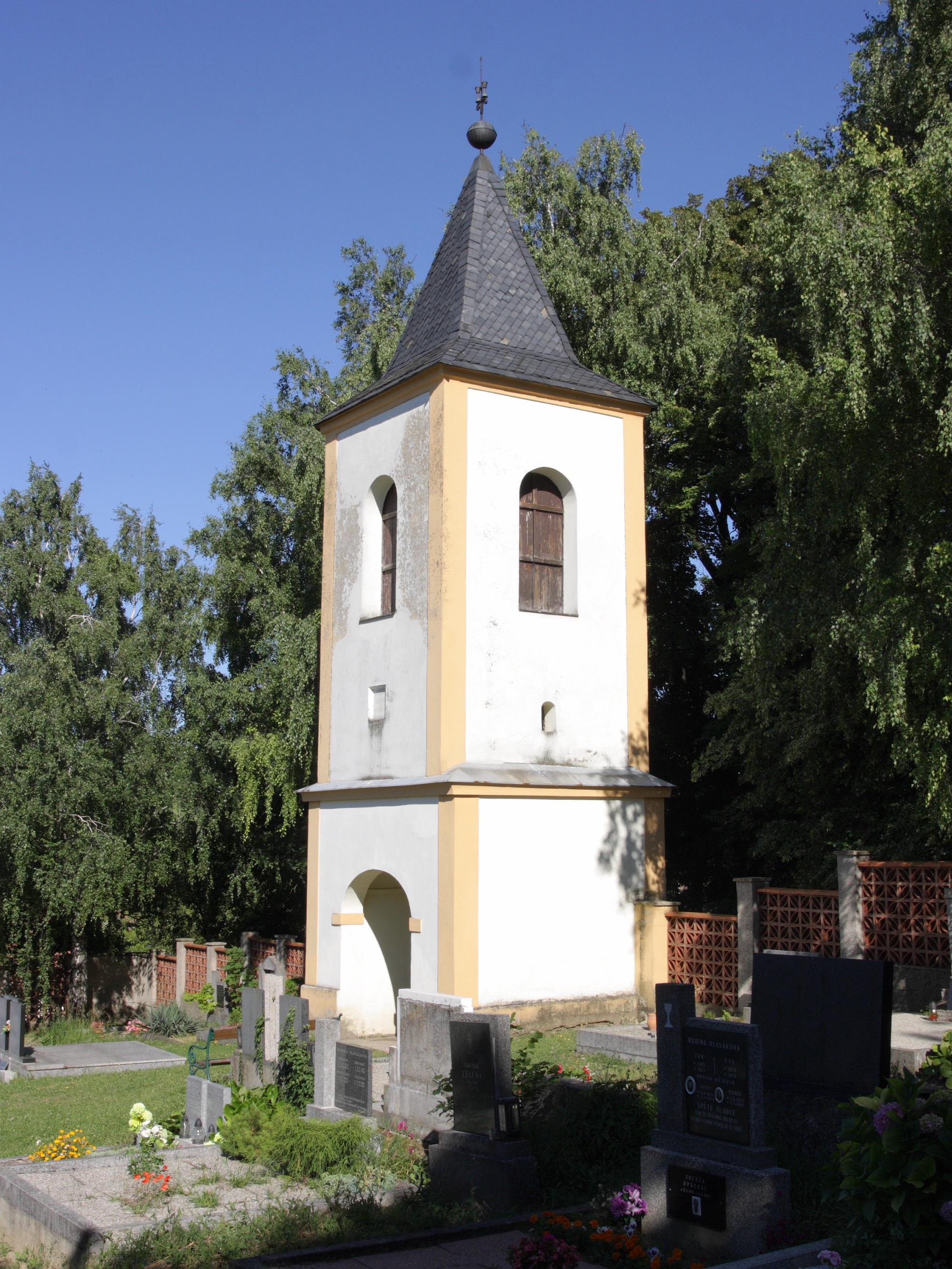
brána evangelického hřbitova se zvonicí
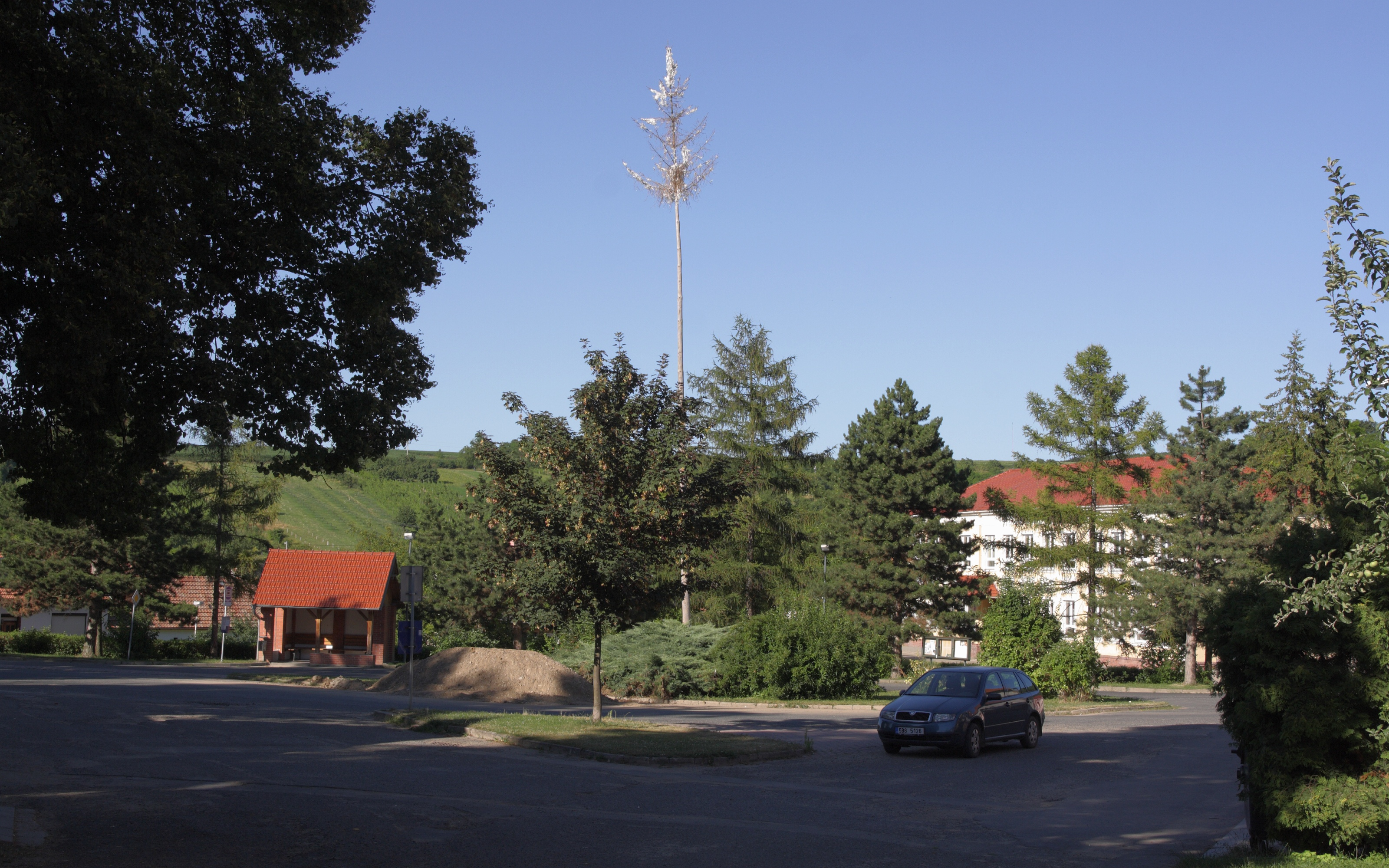
náves